# Malaysia International 2016
Die Malaysia International 2016 im Badminton fanden vom 8. bis zum 13. November 2016 in Kota Kinabalu statt.

## Sieger und Platzierte
| Disziplin    | Gold                           | Silber                      | Bronze                               |
| ------------ | ------------------------------ | --------------------------- | ------------------------------------ |
| Herreneinzel | Panji Ahmad Maulana            | Satheishtharan Ramachandran | Suppanyu Avihingsanon                |
| Herreneinzel | Panji Ahmad Maulana            | Satheishtharan Ramachandran | Pannawit Thongnuam                   |
| Dameneinzel  | Sayaka Takahashi               | Ho Yen Mei                  | Sonia Cheah Su Ya                    |
| Dameneinzel  | Sayaka Takahashi               | Ho Yen Mei                  | Fitriani                             |
| Herrendoppel | Chooi Kah Ming Low Juan Shen   | Lu Ching-yao Yang Po-han    | Arif Abdul Latif Watchara Buranakuea |
| Herrendoppel | Chooi Kah Ming Low Juan Shen   | Lu Ching-yao Yang Po-han    | Taiki Shimada Yoshinori Takeuchi     |
| Damendoppel  | Chow Mei Kuan Lee Meng Yean    | Jiang Binbin Tang Pingyang  | Amelia Alicia Anscelly Teoh Mei Xing |
| Damendoppel  | Chow Mei Kuan Lee Meng Yean    | Jiang Binbin Tang Pingyang  | Ayako Sakuramoto Yukiko Takahata     |
| Mixed        | Goh Soon Huat Shevon Jemie Lai | Yang Po-hsuan Wen Hao-yun   | Alvin Morada Alyssa Leonardo         |
| Mixed        | Goh Soon Huat Shevon Jemie Lai | Yang Po-hsuan Wen Hao-yun   | Tan Wee Gieen Peck Yen Wei           |